# Šipovica
Šipovica (cyr. Шиповица) – wieś w Bośni i Hercegowinie, w Republice Serbskiej, w gminie Gacko. W 2013 roku liczyła 11 mieszkańców.